# Pérols-sur-Vézère
 Pérols-sur-Vézère  (en occitano Peròus) es una comuna y población de Francia, en la región de Lemosín, departamento de Corrèze, en el distrito de Ussel y cantón de Bugeat.
Su población en el censo de 2008 era de 185 habitantes.
Está integrada en la Communauté de communes Buget-Sornac-Millevaches au Coeur .

## Demografía
| 287 | 373 | 297 | 229 | 214 | 182 | 185 |
| Para los censos de 1962 a 1999 la población legal corresponde a la población sin duplicidades (Fuente: INSEE [Consultar]) |     |     |     |     |     |     |